# 2002 en Norvège
Chronologie de la Norvège
- 1998
- 1999
- 2000
- 2001
- 2002
- 2003
- 2004
- 2005
- 2006

Cet article présente les faits marquants de l'année 2002 en Norvège ou relatifs à la Norvège.

## Gouvernance
- Harald V est roi de Norvège.
- Kjell Magne Bondevik est le chef du gouvernement.

## Événements
- 20 et 21 mars : Déclaration de Bergen. Cinquième conférence internationale sur la protection de la mer du Nord[1].

## Sport
- la Norvège a participé aux Jeux olympiques d'hiver de 2002 à Salt Lake City aux États-Unis. La Norvège a engagé lors de cette édition 77 athlètes dans onze disciplines (sur quinze), et a obtenu 25 médailles : 13 en or, 5 en argent et 7 en bronze. Ce total lui permet d'être la première nation au rang des médailles (Ce classement prend en compte le nombre de médailles d'or, puis d'argent, puis de bronze. Ainsi l'Allemagne et les États-Unis ont eu plus de médailles que la Norvège (36 et 34) mais moins de titres (12 et 10)). Les treize titres olympiques lui permette même d'égaler le record de l'Union soviétique des jeux de 1976 à Innsbruck. Ce record sera battu par le Canada à domicile en 2010 (avec 14 médailles d'or).
- La saison 2002 du Championnat de Norvège de football était la 40e édition de la première division norvégienne à poule unique, la Tippeligaen. Les 14 clubs de l'élite jouent les uns contre les autres lors de rencontres disputées en matchs aller et retour. C'est le Rosenborg BK qui termine en tête du championnat. C'est le 17e titre de champion de Norvège de son histoire et le 11e consécutif.
- Les Championnats du monde de biathlon 2002 2002 se déroulent à Oslo (Norvège). Seule l'épreuve de la mass-start a lieu cette année-là,  en raison des Jeux olympiques d'hiver de 2002.
- Les Championnats du monde juniors de patinage artistique 2002 ont lieu du 3 au 10 mars 2002 à l'amphithéâtre olympique d'Hamar en Norvège.

## Culture
- Dina (I Am Dina) est un film dramatique réalisé par Ole Bornedal, sorti en 2002, avec Maria Bonnevie, Christopher Eccleston, Gérard Depardieu, Mads Mikkelsen et une musique de Marco Beltrami. C'est une coproduction entre la Suède, la France, la Norvège, l'Allemagne et le Danemark.
- The Sea (Hafið) est un film islandais réalisé par Baltasar Kormákur, sorti en 2002.
- Musikk for bryllup og begravelser (littéralement « musique pour mariages et enterrements ») est un film norvégien réalisé par Unni Straume, sorti en 2002.

## Naissances
- Naissance en Norvège en 2002

## Décès
- 29785140 Décès en Norvège en 2002